# ESO 510-G13
ESO 510-G13 – zdeformowana galaktyka spiralna znajdująca się w konstelacji Hydry. Galaktyka ta jest odległa około 150 milionów lat świetlnych od Ziemi, a jej średnica wynosi około 105 000 lat świetlnych.
Galaktyka ESO 510-G13 należy do najbardziej intrygujących galaktyk. Z naszego punktu widzenia jest to galaktyka spiralna widziana z boku, posiadająca wyraźne pasmo pyłu wyznaczającego płaszczyznę jej dysku. Pasmo pyłu jest wyraźnie skręcone, co sugeruje, że galaktyka ta w niedawnej przeszłości zderzyła się lub blisko zbliżyła się do innej galaktyki. Istnieje też opinia, że kolizja ta wciąż trwa, a pasmo pyłu jest pozostałością galaktyki wchłanianej przez ESO 510-G13. Podobny proces zachodzi w galaktyce aktywnej Centaurus A. Według innych teorii, dysk został wykrzywiony przez oddziaływanie grawitacyjne pobliskiej galaktyki. Nie jest znany obiekt, który mógłby być za to odpowiedzialny. Mogłaby to być albo mała, sąsiednia galaktyka, albo bardziej odległa i zarazem większa galaktyka należąca do tej samej grupy galaktyk.
Taki typ deformacji często występuje w galaktykach spiralnych. Jest on lepiej widoczny w rozkładzie gazu niż w rozkładzie gwiazd w galaktyce i dlatego jest łatwiej dostrzegalny na falach radiowych. Taką deformację ma Galaktyka Andromedy. Prawdopodobnie również podobna deformacja występuje w Drodze Mlecznej, została wywołana oddziaływaniem grawitacyjnym jej własnej rodziny mniejszych sąsiednich galaktyk.